# Da Ali G Show
Da Ali G Show was een komisch Brits televisieprogramma uit het begin van de jaren 2000 met in de hoofdrol Sacha Baron Cohen als Ali G, een blanke rapper. Ali G is min of meer een parodie op de hiphopcultuur. Andere typetjes van Cohen uit de televisieserie zijn Borat en Brüno. Van alle drie de personages zijn ook al films gemaakt. In het programma gaan de drie personages op stap om mensen te interviewen. Ze proberen hierbij vreemde reacties los te krijgen.

Er zijn twee seizoenen van het programma verschenen, waarvan het eerste seizoen in Groot-Brittannië werd gemaakt, en het tweede in de Verenigde Staten. In Nederland werd het programma op Nederland 3 en later op The Box uitgezonden. Daarna was het ook nog te zien op Comedy Central.
Het eerste seizoen van Da Ali G Show werd geproduceerd door Channel 4 in Groot-Brittannië. Vervolgens werd het tweede seizoen geproduceerd door HBO in de VS. Het tweede seizoen werd uitgezonden onder twee namen; in landen waar het eerste seizoen was uitgezonden met de naam Ali G in da USAii, in andere landen, waaronder de Verenigde Staten, onder de originele naam Da Ali G Show.
Op 23 juli 2005 maakte HBO bekend dat er geen plannen zijn om een derde seizoen te maken. Dit zou komen omdat Sacha Baron Cohen inmiddels zo bekend is waardoor hij zich nog moeilijk kan voordoen als een vreemde journalist.

## Personages

### Ali G
Ali G is het hoofdpersonage van Da Ali G Show. Hij zegt zelf dat hij de "voice of da yoof" is, en de leider van de West Staines Massive. Ali G is gebaseerd op rappers uit de Britse undergroundcultuur, met invloeden uit de Amerikaanse getto's. Hij interviewt mensen, vaak onder het mom dat hij een Britse talkshow presenteert en graag veel wil discussiëren over de media en de politiek. De eerste keer dat hij op televisie acteerde, was naar eigen zeggen in de film Ali G In Da House.

### Borat
Borat is een Kazachse journalist, en heeft een eigen rubriek in Da Ali G Show, waarin hij kennis maakt met de Westerse cultuur. Hij bezoekt evenementen en interviewt mensen. Hij is tegenwoordig bekend van zijn succesfilm Borat: Cultural Learnings of America for Make Benefit Glorious Nation of Kazakhstan.

### Bruno
Bruno is een Oostenrijkse modejournalist die mensen interviewt. Hierbij uit hij overdreven zijn homoseksualiteit. In Da Ali G Show zei Bruno onder andere dat "Housemuziek in de jaren 30 de Tweede Wereldoorlog had kunnen voorkomen" en dat "Bin Laden er cool uitziet". Daarnaast beweert hij dat mode meer levens redt dan dokters. In 2009 bracht Universal Studios, in samenwerking met Cohen, de film Brüno uit.

## Problemen
De manier van werken door Baron Cohen wordt vaak bekritiseerd. In Tucson (Arizona) ging Cohen met zijn typetje Borat naar een bar om daar een liedje te zingen over Joden. Een Joodse anti-racismegroep kwam in opstand en ging naar de Amerikaanse zender HBO. Daar werd hen gezegd dat Baron Cohen uitbeeldt wat mensen denken en wat voor vooroordelen zij hebben over bepaalde bevolkingsgroepen.

Ook interviewde Baron Cohen als Borat een keer de Amerikaanse politicus James Broadwater. Hij zei tegen hem dat het interview zou worden uitgezonden in Kazachstan en andere landen, om de inwoners te leren over het Amerikaanse politieke systeem. Door Borats manier van vragen stellen leek het erop dat Broadwater meende dat de Joden naar de hel gaan als ze niet christelijk zouden worden. Sommige Joden voelden zich aangesproken en zeiden dat Broadwater zich moest verontschuldigen op zijn website.

## Afleveringen
Er zijn in totaal 18 afleveringen gemaakt, verspreid over drie seizoenen.

## Nominaties
- 2003 - Emmy: Outstanding Directing for Non-Fiction Programming
- 2003 - Emmy: Outstanding Non-Fiction Program (Alternative)
- 2003 - Emmy: Outstanding Writing for Non-Fiction Programming
- 2004 - Golden Satellite Award:  Best Performance by an Actor in a Series, Comedy or Musical
- 2004 - Golden Satelite Award: Best Television Series, Comedy or Musical
- 2005 - Emmy: Outstanding Directing for a Variety, Music or Comedy Program
- 2005 - Emmy: Outstanding Variety, Music or Comedy Series